# Sonnenfinsternis vom 14. Oktober 2004
Die partielle Sonnenfinsternis vom 19. Oktober 2004 war die zweite von zwei partiellen Sonnenfinsternissen im Jahre 2004. Sie konnte in Nordostasien und im Nordwestpazifik beobachtet werden. Allerdings wurden hohe Bedeckungsgrade nur in dünnbesiedelten Gebieten wie Sibirien und Alaska erreicht. Im dichtbesiedelten Japan und Korea wurde nur ein sehr kleiner Teil der Sonnenscheibe vom Mond bedeckt.